# Bostrycapulus tegulicius
Bostrycapulus tegulicius is een slakkensoort uit de familie van de Calyptraeidae. De wetenschappelijke naam van de soort is voor het eerst geldig gepubliceerd in 1883 door Rochebrune.